# Patitíri (Alónnisos)
Patitíri, en grec moderne : Πατητήρι, est une ville et la capitale de l'île d'Alónnisos dans les Sporades, en Grèce. Elle se situe au sud de l'île.
Selon le recensement de 2011, la population de Patitíri compte 1 628 habitants.
Patitíri doit son nom aux pressoirs à raisins, où l'on produit le moût pour faire du vin. Le pressage des raisins était la principale occupation des habitants de l'île.